# Jagodnojei járás
A Jagodnojei járás (oroszul: Ягоднинский район [Jagodnyinszkij rajon]) Oroszország egyik járása a Magadani területen. Székhelye Jagodnoje.

## Népesség
- 2002-ben 15 833 lakosa volt.
- 2010-ben 9 840 lakosa volt.